# محوطه و گورستان میهه
محوطه و گورستان میهه مربوط به دوره ایلخانی - دوره قاجار است و در شهرستان کوهرنگ، بخش مرکزی، دهستان دشت زرین، روستای قدیمی میهه واقع شده و این اثر در تاریخ ۱۳ آبان ۱۳۸۶ با شمارهٔ ثبت ۱۹۸۰۰ به‌عنوان یکی از آثار ملی ایران به ثبت رسیده است.